# Josef Lontscharitsch
Josef Lontscharitsch (* 11. April 1970 in Madrid, Spanien) ist ein ehemaliger österreichischer Radrennfahrer.
Josef Lontscharitsch war ein vielseitiger Rennfahrer, auf der Straße wie auf der Bahn. 1987 wurde er Dritter bei den Junioren-Straßenweltmeisterschaften in Bergamo und war damit der erste Österreicher, dem es gelang, eine WM-Medaille im Straßenrennen der Junioren zu erringen. 1995 wurde er Österreichischer Straßenmeister; 1998 konnte er den nationalen Titel erneut erringen. Bei der Österreich-Rundfahrt gewann er 1999 und 2000 das Sprinttrikot. Im Jahr 1999 siegte er zudem beim Raiffeisen Grand Prix. 
Lontscharitsch, Sohn einer spanischen Mutter und eines österreichischen Vaters, war ein Globetrotter in Sachen Radsport: Er gewann mehrere Etappen bei Rundfahrten in Kolumbien, Panama, Venezuela, Mexiko und anderen Ländern, 1997 die Gesamtwertung der Panama Rundfahrt und trug acht Tage das Gelbe Trikot bei der Mexiko-Rundfahrt. Zudem vertrat Lontscharitsch mehrfach Österreich bei UCI-Straßen-Weltmeisterschaften.
2003 beendete Josef Lontscharitsch seine Radsport-Karriere und ist seitdem für seinen ehemaligen Sponsor Elk-Fertighaus als Verkäufer tätig.